# Asker Aliens
El Asker Aliens es un club noruego de baloncesto profesional de la ciudad de Asker que compite en la BLNO, la máxima categoría del baloncesto en Noruega.
Disputan los encuentros en el Vollenhallen. El entrenador del equipo es Rolf Halvorsen. El equipo fue fundado en 1974. Los colores del equipo son el negro y el amarillo.

## Palmarés
- 4 Ligas:(2003),(2005),(2008),(2010)